# Tryserum
Tryserum är kyrkbyn i östra delen av Tryserums socken i Valdemarsviks kommun i norra Smålands skogsbygd i Östergötlands län. Socknen tillhör sedan 1971 Östergötlands län men alltjämt landskapet Småland. 
Tryserums kyrka, invigd 1785, ligger i denna by.
En medeltida kyrka, nu en ruin, låg i socknens västra del i "kyrkbyn" Västertryserum.

## Personer med anknytning till orten
- Gottfrid Björklund (1875-1955), fackföreningsman, politiker och borgarråd
- Andreas Dahlgren (1758–1813), organist och folkmusiker
- Gustaf Wingren (1910-2000), teolog och professor
- Per August Arnman (1844-1925), pomolog